# Jesteś moim przeznaczeniem (południowokoreański serial telewizyjny)
Jesteś moim przeznaczeniem (kor. 이 연애는 불가항력) – południowokoreański serial telewizyjny, w którym występują Jo Bo-ah, Rowoon, Ha Jun i Yura. Premiera miała miejsce na kanale JTBC 23 sierpnia 2023 roku, a odcinki są emitowane w każdą środę i czwartek o godzinie 22:30 (KST). Jest także dostępny do transmisji strumieniowej na platformie Netflix w wybranych regionach, w tym w Polsce.

## Fabuła
Jesteś moim przeznaczeniem opowiada historię nieodpartej miłości między Lee Hong-jo (Jo Bo-ah) a Jang Shin-yu (Rowoon), gdzie fabuła kręci się wokół zakazanej księgi, która została dokładnie zamknięta 300 lat temu i trafia w ręce Hong-jo, a Shin-yu staje się ofiarą zaklęcia wywołanego przez tę książkę.

## Obsada

### Główna
- Jo Bo-ah jako Lee Hong-jo, urzędniczka stopnia dziewiątego w Departamencie Zieleni w Ratuszu Miasta Onju[4]
- Rowoon jako Jang Shin-yu, wybitny prawnik[5]
- Ha Jun jako Kwon Jae-kyung, asystent w Ratuszu Miasta Onju, w którym Hong-jo się podkochuje
- Yura jako Yoon Na-yeon, dziewczyna Shin-yu[6]

### W pozostałych rolach

#### Ludzie w ratuszu
- Hyeon Bong-sik jako Gong Seo-gu, lider zespołu Wydziału Środowiska i Zieleni Urzędu Miasta Onju[7]
- Lee Bong-ryun jako Ma Eun-yeong, kierownik Wydziału Środowiska i Zieleni Urzędu Miasta Onju[8][9]
- Park Kyung-hye jako Son Sae-byeol, członek Wydziału Środowiska i Zieleni Urzędu Miasta Onju[10][7]
- Miram jako Yoo Soo-jeong, członek Wydziału Środowiska i Zieleni Urzędu Miasta Onju[7]
- Song Young-kyu jako Yoon Hak-young, ojciec Na-yeon i burmistrz ratusza Onju[9]
- Ahn Sang-woo jako Na Jung-beom, dyrektor generalny Green Landscape Garden[11]
- Lim Hyeon-soo jako Park Ki-dong, zastępca szefa zespołu prawnego w Ratuszu Miasta Onju[12]
- Yoon Soon-woong jako Oh Sam-sik, najstarszy pracownik publiczny, którego nadzoruje Hong-jo[11]
- Park Jae-joon jako Oh Woo-ram, wnuk Sam-sika[11]

#### Ludzie wokół Shin-yu
- Lee Pil-mo jako Jang Se-hun, ojciec Shin-yu, który jest dyrektorem generalnym Bau Construction[13][9]
- Jung Hye-young jako Song Yoon-joo, matka Shin-yu[14][9]
- Kim Hyeok jako Eun Wol, szaman[15]

### Pozostała
- Lee Tae-ri jako Kim Wook, najlepszy przyjaciel Shin-yu, który jest prawnikiem[16]

### Role gościnne
- Yoon Kye-sang jako dyrektor generalny kancelarii prawnej Law & High[17]
- Kim Kwon jako Lee Hyeon-seo[18]
- Yoon Jung-hoon jako Do Min-hoon[19]

## Oglądalność
Źródło: Pomiar oglądalności przeprowadzony w całym kraju przez Nielsen Korea.
| Sezon | Numer odcinka | Numer odcinka | Numer odcinka | Numer odcinka | Numer odcinka | Numer odcinka | Numer odcinka | Numer odcinka | Numer odcinka | Numer odcinka | Numer odcinka | Numer odcinka | Numer odcinka | Numer odcinka | Numer odcinka | Numer odcinka | Średnia |
| Sezon | 1             | 2             | 3             | 4             | 5             | 6             | 7             | 8             | 9             | 10            | 11            | 12            | 13            | 14            | 15            | 16            | Średnia |
| ----- | ------------- | ------------- | ------------- | ------------- | ------------- | ------------- | ------------- | ------------- | ------------- | ------------- | ------------- | ------------- | ------------- | ------------- | ------------- | ------------- | ------- |
| 1     | 625           | 546           | –             | 558           | 596           | 528           | 576           | 583           |               |               |               |               |               |               |               |               |         |

| No. | Pierwotna data emisji | Średni udział w widowni (Nielsen Korea) | Średni udział w widowni (Nielsen Korea) |
| No. | Pierwotna data emisji | Nationwide                              | Seul                                    |
| --- | --------------------- | --------------------------------------- | --------------------------------------- |
| 1 | 23 sierpnia 2023      | 2,912%                                  | 2,931%                                  |
| 2 | 24 sierpnia 2023      | 2,393%                                  | 2,606%                                  |
| 3 | 30 sierpnia 2023      | 2,009%                                  | –                                       |
| 4 | 31 sierpnia 2023      | 2,774%                                  | 2,898%                                  |
| 5 | 6 września 2023       | 2,801%                                  | 2,508%                                  |
| 6 | 7 września 2023       | 2,565%                                  | 2,372%                                  |
| 7 | 13 września 2023      | 2,851%                                  | 3,134%                                  |
| 8 | 14 września 2023      | 2,946%                                  | 3,144%                                  |
| 9 | 20 września 2023      |                                         |                                         |
| 10 | 21 września 2023      |                                         |                                         |
| 11 | 27 września 2023      |                                         |                                         |
| 12 | 28 września 2023      |                                         |                                         |
| 13 | 4 października 2023   |                                         |                                         |
| 14 | 5 października 2023   |                                         |                                         |
| 15 | 11 października 2023  |                                         |                                         |
| 16 | 12 października 2023  |                                         |                                         |
| Średnia | Średnia               | –                                       | –                                       |
| - W tabeli powyżej, niebieski liczby przedstawiają najniższe oceny, a czerwone liczby przedstawiają najwyższe oceny. - Ten serial był emitowany na kanale kablowym/płatnej telewizji, który zazwyczaj ma relatywnie mniejszą widownię w porównaniu do telewizji naziemnej/publicznych nadawców (KBS, SBS, MBC i EBS). |                       |                                         |                                         |